# Bahai-kalender
De bahai-kalender, ook de badí-kalender genoemd, gebruikt in het bahai-geloof, is een zonnekalender met regelmatige jaren van 365 dagen (in schrikkeljaren 366 dagen). De jaren zijn samengesteld uit 19 maanden van 19 dagen elk, plus een extra periode van "schrikkeldagen" ("Ayyám-i-Há", 4 in normale jaren en 5 in schrikkeljaren).
De jaren in de kalender beginnen op de lente-equinox (Naw-Rúz, 20 of 21 maart) en de laatste maand is de vastenmaand.
De jaren worden geteld met de datumaanduiding “B.E.” (Bahá'í Era), met 21 maart 1844 als eerste dag van het eerste jaar. De periode vanaf 21 maart 2023 tot 19 maart 2024 is jaar 180 B.E.

## Geschiedenis
De bahai-kalender begon als de oorspronkelijke badí-kalender, die door de Báb werd ontworpen. Bahá'u'lláh keurde deze kalender goed, maakte Naw-Rúz (bahai-nieuwjaar) de eerste dag van het jaar en gaf ook de schrikkeldagen een vaste plaats.

## Maanden
De namen van de bahai-maanden reflecteren eigenschappen van God. Op de eerste dag van iedere maand vindt lokaal het Negentiendaagsfeest plaats.
| Arabische naam | Arabisch schrift | Vertaling      | Gregoriaanse data (als Naw-Rúz op 21 maart valt) |
| -------------- | ---------------- | -------------- | ------------------------------------------------ |
| Bahá’          | بهاء             | Pracht         | 21 maart - 8 april                               |
| Jalál          | جلال             | Heerlijkheid   | 9 april - 27 april                               |
| Jamál          | جمال             | Schoonheid     | 28 april - 16 mei                                |
| ‘Aẓamat        | عظمة             | Grootheid      | 17 mei - 4 juni                                  |
| Núr            | نور              | Licht          | 5 juni - 23 juni                                 |
| Raḥmat         | رحمة             | Barmhartigheid | 24 juni - 12 juli                                |
| Kalimát        | كلمات            | Woorden        | 13 juli - 31 juli                                |
| Kamál          | كمال             | Volmaaktheid   | 1 augustus - 19 augustus                         |
| Asmá’          | اسماء            | Namen          | 20 augustus - 7 september                        |
| ‘Izzat         | عزة              | Macht          | 8 september - 26 september                       |
| Mashíyyat      | مشية             | Wil            | 27 september - 15 oktober                        |
| ‘Ilm           | علم              | Kennis         | 16 oktober - 3 november                          |
| Qudrat         | قدرة             | Kracht         | 4 november - 22 november                         |
| Qawl           | قول              | Spraak         | 23 november - 11 december                        |
| Masá’il        | مسائل            | Vragen         | 12 december - 30 december                        |
| Sharaf         | شرف              | Eer            | 31 december - 18 januari                         |
| Sulṭán         | سلطان            | Soevereiniteit | 19 januari - 6 februari                          |
| Mulk           | ملك              | Heerschappij   | 7 februari - 25 februari                         |
| Ayyám-i-Há'    | ايام الهاء       | Schrikkeldagen | 26 februari - 1 maart                            |
| ‘Alá’          | علاء             | Verhevenheid   | 2 maart - 20 maart (vastenmaand)                 |

## Heilige dagen
Er zijn elf heilige dagen in de bahai-kalender, op negen ervan wordt niet gewerkt. Het Feest van Ridván, een twaalfdaags feest herdenkt Bahá'u'lláhs aankondiging van zijn missie en is het heiligste bahai-feest en wordt het "Grootste Feest" genoemd.
| Naam                        | Gregoriaanse data |
| --------------------------- | --- |
| Naw-Rúz (bahai-nieuwjaar)   | 20 of 21 maart |
| Eerste dag van Riḍván       | 20 of 21 april |
| Negende dag van Riḍván      | 28 of 29 april |
| Twaalfde dag van Riḍván     | 1 of 2 mei |
| Verkondiging van de Báb     | 22 of 23 mei |
| Heengaan van Bahá'u'lláh    | 28 of 29 mei |
| Marteldood van de Báb       | 8 of 9 juli |
| Geboortedag van de Báb      | Eerste van de Tweeling Heilige dagen; gevierd op de eerste dag na de achtste nieuwe maan na Naw-Rúz; half oktober tot half november |
| Geboortedag van Bahá'u'lláh | Tweede van de Tweeling Heilige dagen; gevierd op de tweede dag na de achtste nieuwe maan na Naw-Rúz; half oktober tot half november |

## Andere bijzondere dagen
| Name                      | Gregoriaanse data |
| ------------------------- | ----------------- |
| Dag van het Verbond       | 25 of 26 november |
| Heengaan van 'Abdu'l-Bahá | 27 of 28 november |

## Verder lezen
- Bahá'í Heilige Dagen (bahaigeschiedenis.nl)
- Momen, Moojan (2014). The Badíʻ (Baháʼí) Calendar: An Introduction
- Momen, Moojan (2012). The Names of the Bahá’í Months: Separating Fact from Fiction